# Charles Farrell
Charles Farrell (Walpole, Massachusetts, 9 de agosto de 1901 - Palm Springs, California, 6 de mayo de 1990) fue un actor de cine estadounidense de los 20 y 30 y posteriormente, de televisión. 
Probablemente, Farrell sea más recordado por sus romances fílmicos con la actriz Janet Gaynor en más de una docena de películas, entre ellas El séptimo cielo (1927), El ángel de la calle (1928), y Lucky Star (1929), dirigidas las tres por Frank Borzage.

## Biografía
Farrell inició su carrera en Hollywood haciendo pequeños papeles de reparto a principios de los años veinte. Su primer papel sin ser mencionado en los créditos fue en la película de 1923 The Cheat con la estrella de origen polaco Pola Negri y el actor Jack Holt. 
La segunda película de Farrell fue la enormemente popular Nuestra Señora de París, adaptación de 1923 de la novela homónima de Victor Hugo. La película fue dirigida por Wallace Worsley (1878 - 1944), y contó con Lon Chaney en el papel de Quasimodo. 

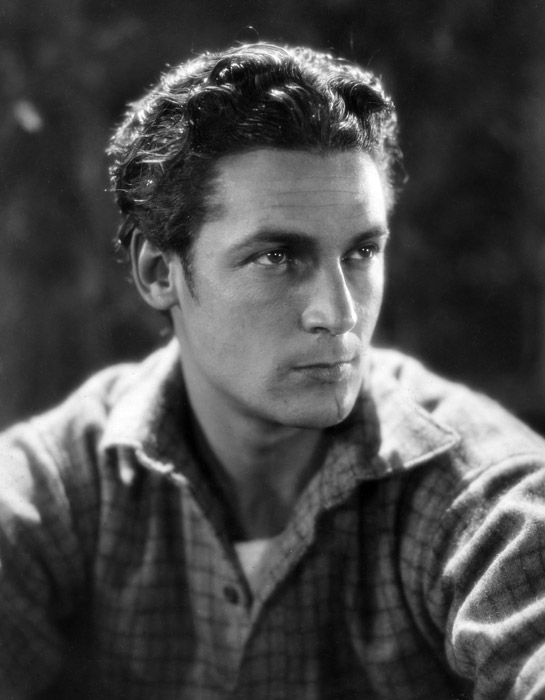
Farrell en un fotograma de El séptimo cielo.

Farrell continuó trabajando en la década de los 20 en papeles relativamente menores sin demasiado éxito, hasta su emparejamiento cinematográfico en 1927 con la actriz Janet Gaynor en el drama romántico El séptimo cielo. La película fue un éxito de crítica y público, y Farrell y Gaynor iniciaron una colaboración que abarcó más de una docena de títulos durante los años veinte y en los primeros años treinta, con los inicios del cine sonoro. A diferencia de muchos de sus colegas de la era muda, Farrell no tuvo grandes dificultades para adaptarse al cine sonoro, con el cual conservó su popularidad.
A principios de la década de los 50, una vez su carrera en el cine empezó a decaer, Farrell empezó a trabajar en la popular serie para televisión My Little Margie. La serie duró de 1952 a 1955, y Farrell la protagonizó junto a la actriz Gale Storm, la cual hacía el papel de su hija. En 1956 Farrell presentó su propio programa de televisión, El Show de Charles Farrell.
Farrell se casó con la exactriz Virginia Valli el 14 de febrero de 1931, y la pareja permaneció unida hasta el fallecimiento de Valli por un ictus el 24 de septiembre de 1968. 
Tras su retirada, Farrell residió en Palm Springs, California, y abrió el popular Palm Springs Racquet Club en la ciudad, con su socio, el actor Ralph Bellamy. 
Farrell fue elegido alcalde de la comunidad en 1953, cargo que mantuvo siete años. Falleció por un infarto en 1990 a los 88 años, y está enterrado en cementerio Welwood Murray de Palm Springs. 
Por su contribución al cine y la televisión, Charles Farrell fue recompensado con dos estrellas en el Paseo de la Fama de Hollywood en Hollywood, California, que están localizadas en 7021 Hollywood Blvd. (cine) y en 1617 Vine Street (televisión).

## Filmografía parcial
- Clash of the Wolves (1925) con Rin Tin Tin.
- A Trip to Chinatown (1926) con Margaret Livingston y Anna May Wong.
- Old Ironsides (1926) con George Bancroft y Wallace Beery.
- El séptimo cielo (1927) con Janet Gaynor (primera película con ella).
- The Rough Riders (1927) con Noah Beery, George Bancroft, y Mary Astor.
- El ángel de la calle (Street Angel) (1928) con Janet Gaynor.
- Estrellas dichosas (Lucky Star) (1929) con Janet Gaynor.
- The River (1929) con Mary Duncan.
- Sunny Side Up (1929) con Janet Gaynor.
- High Society Blues (1930) con Janet Gaynor.
- Del Infierno al Cielo (1931) con Janet Gaynor.
- Cuerpo y Alma (1931) con Humphrey Bogart y Myrna Loy.
- Merely Mary Ann (1931) con Janet Gaynor.
- Deliciosa (Delicious) (1931) con Janet Gaynor.
- Wild Girl (1932) con Joan Bennett y Eugene Pallette.
- The First Year (1932) con Janet Gaynor.
- Tess of the Storm Country (1932) con Janet Gaynor.
- Girl Without a Room (1933) con Charles Ruggles y Marguerite Churchill.
- Change of Heart (1934) con Janet Gaynor, Ginger Rogers y Shirley Temple (última película con Gaynor).
- Moonlight Sonata (1937) con Paderewski.
- Just Around the Corner (1938) con Shirley Temple, Bill "Bojangles" Robinson y Bert Lahr.
- The Deadly Game (1941)
- My Little Margie (1952-1955; serie de televisión).